# Darryl Bakola
Darryl Bakola (* 30. November 2007 in Clichy) ist ein französisch-kongolesischer Fußballspieler, der bei Olympique Marseille in der Ligue 1 spielt.

## Karriere

### Verein
Bakola begann im März 2014 beim FC Asnières mit dem Fußballspielen. Dort blieb er über fünf Jahre, ehe er im Sommer 2019 im Alter von elf Jahren zum Racing Club de France Football wechselte. Dort blieb er nur ein Jahr und unterschrieb im Sommer 2020 im Nachwuchszentrum von Red Star Paris. Nach zwei Jahren dort wurde er von der Jugendakademie von Olympique Marseille verpflichtet. Dort spielte er 2022/23 20 Mal für die B-Junioren in der Liga, wobei er viermal traf. Mit der U17-Mannschaft wurde er zudem französischer Meister und Bakola schoss im Finale gegen den SC Amiens eines seiner vier Saisontore spät in der Nachspielzeit zum 4:4-Ausgleich. Das Elfmeterschießen gewann Marseille deutlich. Nachdem er bereits in der Spielzeit 2022/23 einige Male bei den A-Junioren spielen durfte, war er 2023/24 Stammspieler dort und schoss wettbewerbsübergreifend acht Tore in 28 Partien. Mit drei Toren und zwei Vorlagen in sechs Pokalspiele war er außerdem maßgeblich am U19-Pokalgewinn beteiligt. Er stand in jener Saison 2023/24 aber auch schon im Kader der Profimannschaft. Im September 2024 unterzeichnete er seinen ersten Profivertrag bei OM bis 2027. Nachdem er 2024/25 bereits mehrmals im Kader gestanden hatte, wurde er bei einem 5:1-Sieg am 5. Januar 2025 (16. Spieltag) über den Le Havre AC eingewechselt und debütierte somit in der Ligue 1.

### Nationalmannschaft
Bakola spielte bislang für die französische U17-Nationalmannschaft. Mit ihr nahm er an der U17-EM 2024 teil, wobei er in allen drei Gruppenspielen bis zum Ausscheiden eingesetzt wurde.

## Erfolge
Olympique Marseille
- Französischer A-Junioren-Pokalsieger: 2024
- Französischer U17-Meister: 2023